# Автомагістраль M2 (Росія)
Автомагістраль M2 або автомагістраль «Крим» — автомобільна дорога федерального значення, є частиною європейського маршруту автошляху E105, завдовжки 720 км.

## Історія
Автомагістраль М2 урочисто введена в експлуатацію у 1950 році, яка починається після з'єднання Московської кільцевої дороги й Варшавського шосе та прямує на південний захід, на близькій відстані обходячи міста Тула, Орел, Курськ та Бєлгород й переходить після державного кордону з Україною в автошляхи міжнародного значення М20 (до Харкова) та М18 (Харків — Запоріжжя — Сімферополь — Ялта). До анексії Криму Росією у 2014 році вона використовувалася влітку іноземними відпочивальниками, які подорожували до чорноморських курортів на південному узбережжі України в Криму.

## Маршрут
Автомагістраль М2 починається на перетині Варшавського шосе й Московської кільцевої автомобільної дороги (МКАД), далі проходить територією Московської області на схід від міст Щербинки, Подольська, Климовська, Чехова, Серпухова у вигляді сучасної автомагістралі без перетинів, пішохідних переходів та залізничних переїздів на одному рівні, не менше двох смуг в кожну сторону з розділовою смугою.
На цій ділянці край дороги є дублювальна дорога (старе Сімферопольське шосе), що пролягає західніше, через вище наведені міста. На адресних табличках будинків і дорожніх покажчиках дорога зазначається як Сімферопольське шосе.
Далі автомагістраль пролягає територіями Тульської області, обходить Тулу із заходу і як автомагістраль закінчується на перетині з автошляхом Р132 (Рязань — Тула — Калуга) в районі населених пунктів Помогалово, Жиронаказ, переходячи в звичайну дво-трьохсмугову дорогу.
Далі автомагістраль прямує територією Орловської області, обходячи кожного по своїй об'їзній дорозі міста Мценськ і Орел зі східного боку і смт Кроми із західною. Далі у селі Тросна має відгалуження на  автошлях A142/Е391 у напрямку Желєзногорська та Калинівки (далі — на Київ) і повертає у південному напрямі.
По території Курської області, проходячи місто Курськ по об'їзній дорозі, що проходить околицею міста, обходить місто Обоянь із заходу.
Далі дорога прямує територією Бєлгородської області в південно-східному напрямі, на схід від міста Строїтель, обходить Бєлгород по об'їзній дорозі із заходу і далі йде на південний захід до державного кордону з Україною.

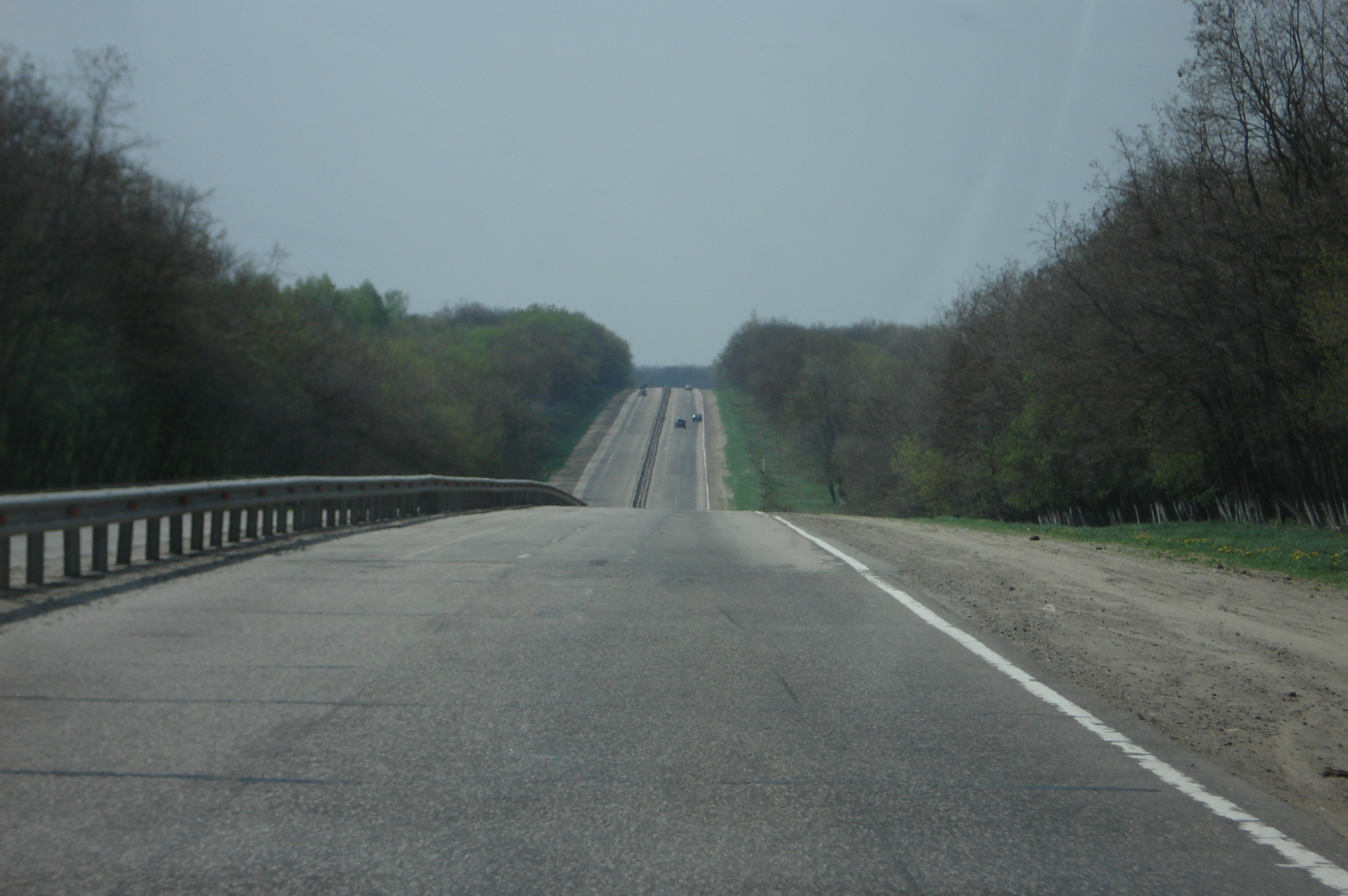
Автомагістраль М2 біля державного кордону України з Росією

Продовженням на території України є автошляхи М20 (до Харкова) та М18 / М29 (Харків — Запоріжжя — Сімферополь — Ялта).

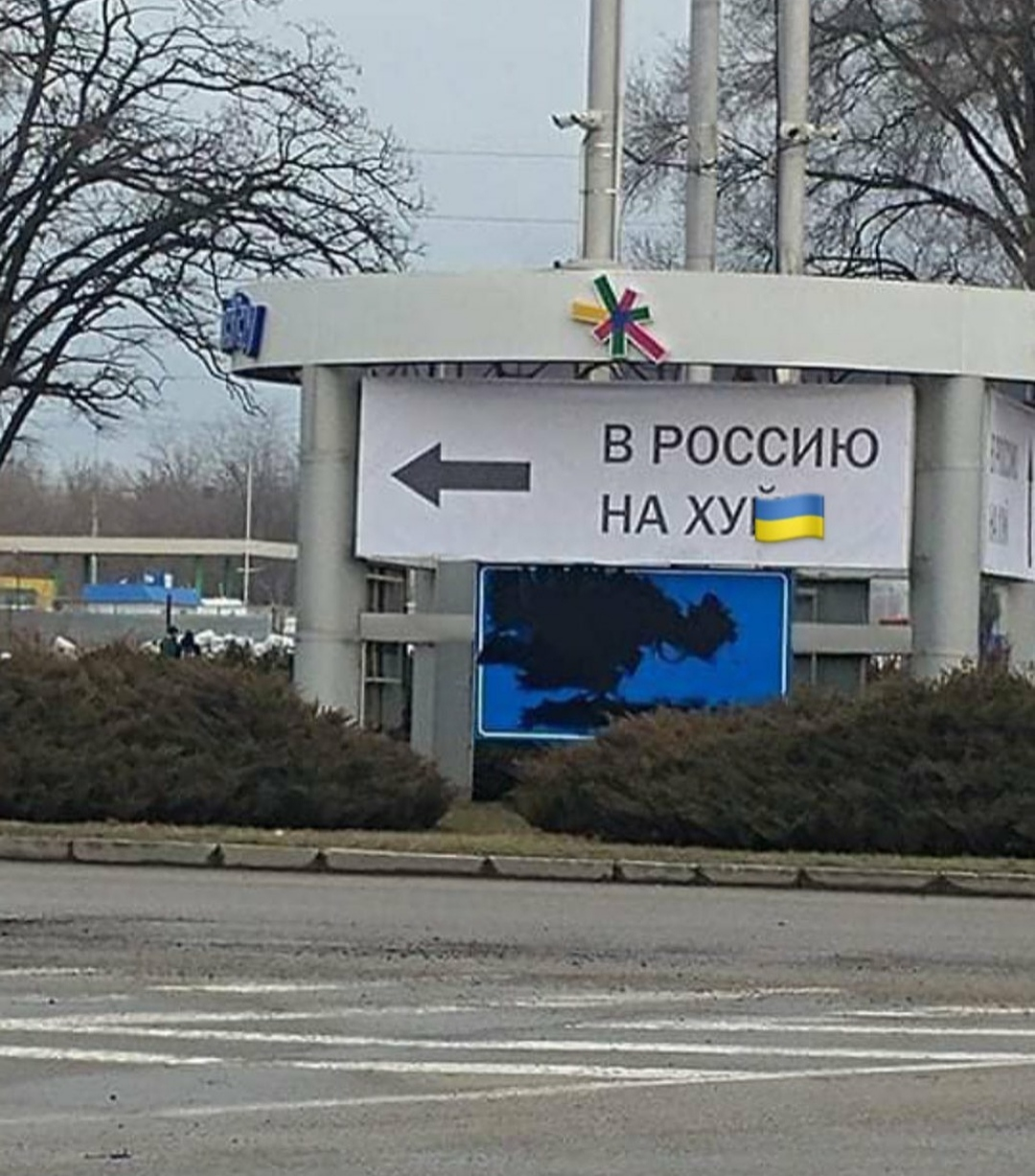
Автошлях у Запоріжжі

| 0 км — Москва                                    |
| 32 км — Щербинка                                 |
| 40 км — Климовськ, перетин з автошляхом A 107    |
| 97 км — Серпухов, перетин з автошляхом A 108     |
| 154 км — Тула, завершення автобану               |
| 202 км — Щокіно                                  |
| 227 км — Плавськ                                 |
| 266 км — Чернь                                   |
| 290 км — Мценськ                                 |
| 349 км — Орел, відгалуження автошляху A 141      |
| 375 км — Знаменка                                |
| 406 км — Кроми                                   |
| 429 км — відгалуження автошляху A 142 та на Київ |
| 433 км — Тросна                                  |
| 460 км — Верхній Любаж                           |
| 475 км — Фатеж                                   |
| 510 км — Курськ, відгалуження автошляху          |
| 560 км — Медвенка                                |
| 587 км — Обоянь                                  |
| 632 км — Яковлєво                                |
| 643 км — Бєлгород                                |
| 697 км — Державний кордон України                |